# Herophydrus bilardoi
Herophydrus bilardoi är en skalbaggsart som beskrevs av Olof Biström och Nilsson 2002. Herophydrus bilardoi ingår i släktet Herophydrus och familjen dykare. Inga underarter finns listade i Catalogue of Life.